# Stazione di Madonna dell’Arco
Stazione di Madonna dell'Arco vasútállomás Olaszországban, Sant’Anastasia településen.

## Vasútvonalak
Az állomást az alábbi vasútvonalak érintik:
- Nápoly–Ottaviano–Sarno-vasútvonal

## Kapcsolódó állomások
A vasútállomáshoz az alábbi állomások vannak a legközelebb:
- Stazione di Sant'Anastasia (Stazione di Sarno (Circumvesuviana), Nápoly–Ottaviano–Sarno-vasútvonal)
- Stazione di Guindazzi (Stazione di Napoli Porta Nolana, Nápoly–Ottaviano–Sarno-vasútvonal)